# Othello (personnage)
Pour les articles homonymes, voir Othello.
Othello est un personnage de Shakespeare  (c.1601–1604), le héros italien de la tragédie Othello ou le Maure de Venise.

## Origine
L'origine de l'intrigue théâtrale et du personnage remonte à une nouvelle « L'histoire de Disdemona de Mise et du Capitaine Maure » incluse dans le recueil intitulé  Gli Hecatommithi, de Giovanni Battista Giraldi Cinthio. Othello correspond au capitaine Maure. William Shakespeare adapte l'intrigue, et en particulier sa temporalité, sur 36 heures, et son dénouement, pour renforcer l'impact de ce « théâtre de la passion ». La pièce est créée en 1604.
Il est souvent suggéré qu’Abd el-Ouahed ben Messaoud, en tant qu’ambassadeur marocain ayant résidé à Londres en 1600 pour représenter le sultan Ahmed al-Mansour Saadi auprès d’Élisabeth Ire, aurait pu inspirer William Shakespeare pour la création du personnage d’Othello. La présence remarquable de cet émissaire étranger, avec son apparence exotique et son rôle diplomatique crucial, aurait captivé l’imaginaire de l’époque, influençant ainsi l’écriture de l’une des plus célèbres tragédies de Shakespeare.

## Description du personnage

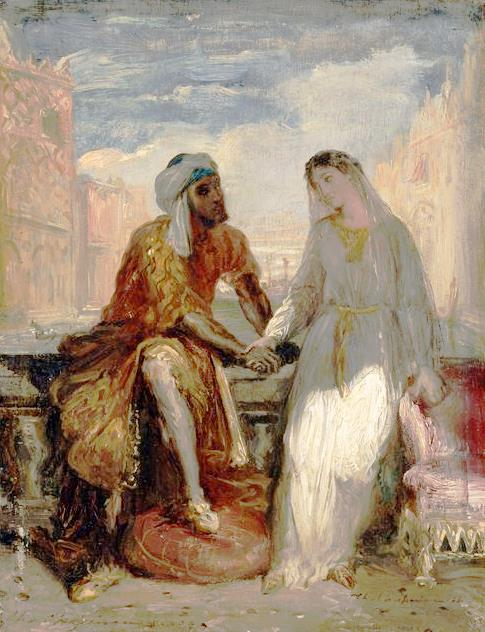
Othello et Desdémone à Venise par Théodore Chassériau.

Othello est un brave et puissant soldat, un maure, qui fut par le passé vendu comme esclave puis racheté (Acte I, scène 3, 125), ayant mis son épée au service de la république de Venise. Il se marie avec Desdémone, la fille unique et d'une grande beauté d'un respecté sénateur vénitien. Mais il est manipulé par son ancien sous-lieutenant Iago, qui lui fait croire que Desdémone le trompe, en ayant une aventure avec son lieutenant, Cassio. Othello tue son épouse par jalousie, pour se rendre compte finalement qu'elle lui était fidèle. Il se suicide alors à ses côtés.
Une ambiguïté existe sur ce personnage qui se retrouve dans les interprétations de la pièce à travers les époques et les scènes : s'agit-il réellement d'une personne issue du Maghreb, ou, selon l’usage du théâtre de Londres, d'un noir d'Afrique sub-saharienne ? Selon Emily C. Bartels, le terme de Maure [Moor] désignait des personnes à la peau sombre en général, et était utilisé de façon interchangeable avec des termes comme « africain », « éthiopien », « noir » et même « Indien » pour désigner une figure de l'Afrique et au-delà. Un autre spécialiste de Shakespeare, E. A. J. Honigmann, pense, pour sa part que Abd el-Ouahed ben Messaoud, ambassadeur du roi du Maroc à la cour de la reine Élisabeth Ire d'Angleterre en 1600, a pu constituer une source d'inspiration pour cet Othello. Dans le texte de William Shakespeare, Othello est désigné, par ses ennemis Iago et Roderigo, comme un « cheval de Barbarie » ou « cheval de Berbérie » (Acte I, scène 1, 113) et un « Maure lascif » (Acte I, scène 1, 113). Un peu avant dans la même scène, Iago, s'adressant au père de Desdémone, dépeint cet Othello en « un vieux bélier noir / qui grimpe votre brebis blanche » (Acte I, scène 1, 88).

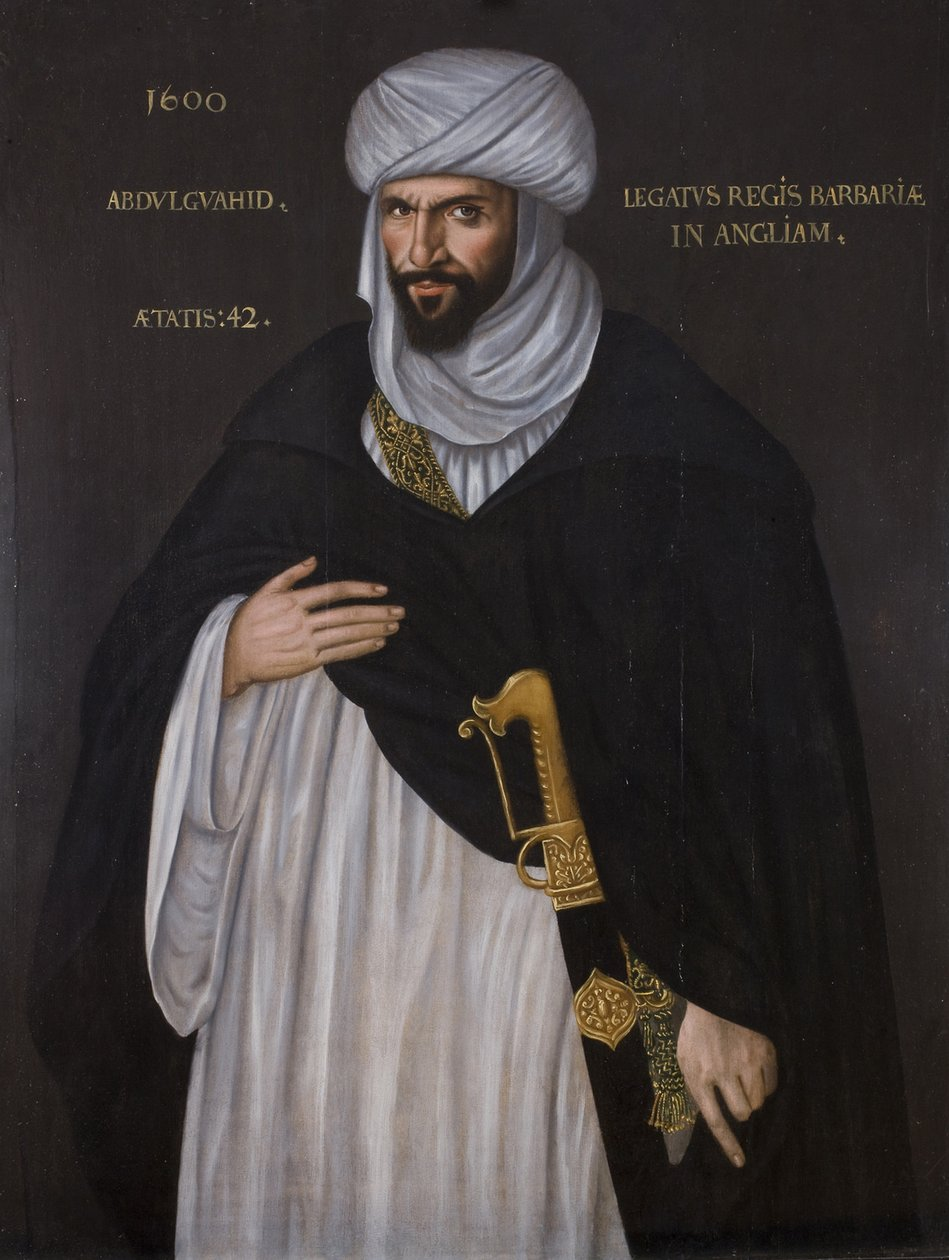
Portrait de Abd el-Ouahed ben Messaoud.

Sylvie Chalaye, une anthropologue française des représentations coloniales, souligne la spécificité africaine de ce héros dans le répertoire classique occidental : « Rares sont les pièces qui construisent leur tension dramatique sur la couleur de peau du héros. C’est le cas d’Othello [...] C’est la tragédie de l’esclave, même après son affranchissement. Mais ce n’est pas la lecture que l’on fait aujourd’hui de la pièce. On veut y voir une autre tragédie et on occulte l’origine africaine d’Othello et son histoire d’esclavage pour ne retenir qu’une pièce sur la jalousie. »

## Au cinéma
Au cinéma, Othello a été interprété par :
- Ubaldo Maria Del Colle dans Otello de Mario Caserini (avec la collaboration de Gaston Velle) (1906) ;
- Orson Welles dans Othello d'Orson Welles (1952) ;
- Serge Bondartchouk dans Othello de Sergueï Ioutkevitch (1955) ;
- Laurence Olivier dans Othello de Stuart Burge (1965) ;
- Laurence Fishburne dans Othello d'Oliver Parker (1995).